# Kaulsdorf-Nord
Kaulsdorf-Nord is een station van de metro van Berlijn, gelegen in een uitgraving tussen de Hellersdorfer Straße en de Cecilienplatz; ondanks zijn naam bevindt het station zich niet in het stadsdeel Kaulsdorf, maar in Hellersdorf. Station Kaulsdorf-Nord werd geopend op 1 juli 1989 in het kader van de verlenging van de Oost-Berlijnse metrolijn E (de huidige U5) naar het grootschalige nieuwbouwgebied Kaulsdorf-Hellersdorf-Mahlsdorf, dat uiteindelijk meer dan 100.000 inwoners zou tellen. Bij zijn opening droeg het station de naam Albert-Norden-Straße, maar na de Duitse hereniging werd het in oktober 1991 hernoemd tot Kaulsdorf-Nord. De naar de communistische politicus en journalist Albert Norden genoemde straat, die de sporen ten noorden van het metrostation kruist, heet sinds 1992 Cecilienstraße.
Het eilandperron van het station is bereikbaar via twee overdekte voetgangersbruggen over de sporen; ten behoeve van mindervaliden is er een hellingbaan aanwezig. Zoals alle stations aan de in de jaren 1988-89 geopende verlenging van de U5 werd Kaulsdorf-Nord ontworpen door het Entwurfs- und Vermessungsbetrieb der Deutschen Reichsbahn ("Ontwerp- en Kadasterdienst van de DR") en kreeg het een zuiver functioneel uiterlijk. Iets ten zuiden van het station begint een korte tunnel die via de Gülzower Straße naar station Wuhletal leidt. Deze tunnel vormt het enige ondergrondse traject van de metrolijn naar Hellersdorf.
Overdag eindigt ongeveer de helft van de treinen in station Kaulsdorf-Nord, waardoor er richting de Alexanderplatz een vijfminuten- en richting Hönow een tienminutendienst bestaat.